# 2-十一酮
2-十一酮（英語：2-Undecanone）或称为甲基壬基酮（英語：methyl nonyl ketone，代号IBI-246）是一种酮类有机化合物，化学式为CH3C(O)C9H19，常温常压下为无色油状液体，天然存在于薑、丁子香、香蕉、鱼腥草等植物中。